# Purwojati (Kertek)
Purwojati is een bestuurslaag in het regentschap Wonosobo van de provincie Midden-Java, Indonesië. Purwojati telt 3908 inwoners (volkstelling 2010).